# Verrucaria aucklandica
Verrucaria aucklandica är en lavart som beskrevs av Zahlbr. Verrucaria aucklandica ingår i släktet Verrucaria och familjen Verrucariaceae.   Inga underarter finns listade i Catalogue of Life.